# کاظم صادق‌زاده
کاظم صادق‌زاده (زاده ۲۳ آوریل ۱۹۴۲، تبریز-)فیلسوف و پزشک اهل ایران، که فلسفه و پزشکی را در آلمان گذرانده‌است.
کاظم صادق‌زاده از سال ۱۹۷۲-۱۹۸۲ میلادی به‌عنوان استادیار و طی سال‌های ۱۹۸۲-۲۰۰۴ میلادی استادتمام دانشگاه وستفالی ویلهلم، مونستر بوده‌است.

## مقاله‌های برگزیده
- صادق زاده، اصول روش بالینی: ۱. نشانه دیفرانسیل. هوش مصنوعی در پزشکی ۱۹۹۴؛ ۶: ۸۳-۱۰۲.
- صادق زاده، اصول روش بالینی: ۲. علت. هوش مصنوعی در پزشکی ۱۹۹۸؛ ۱۲: ۲۲۷-۲۷۰.
- صادق زاده، اصول روش‌شناسی بالینی: ۳. تعاریف. هوش مصنوعی در پزشکی ۱۹۹۹ ۱۷: ۸۷-۱۰۸.
- صادق زاده اصول متودولوژی بالینی: ۴. تشخیص. هوش مصنوعی در پزشکی سال ۲۰۰۰، ۲۰: ۲۲۷-۲۴۱.
- صادق زاده، ژنوم‌های فازی. هوش مصنوعی در پزشکی سال ۲۰۰۰، ۱۸: ۱-۲۸.
- صادق زاده، بهداشت، بیماری، و بیماری‌های فازی. مجله پزشکی و فلسفه ۲۰۰۰؛ ۲۵: ۶۰۵-۶۳۸.
- صادق زاده، انقلاب فازی: خداحافظ به جهان بینی ارسطویی. هوش مصنوعی در پزشکی سال ۲۰۰۱، ۲۱: ۱-۲۵.

## آثار
- زمانی که انسان چگونه فکر کردن را فراموش می‌کند.